# Franciszek Dzierożyński
Francis Dzierozynski (nascido Franciszek Dzierożyński; 3 de janeiro de 1779 - 22 de setembro de 1850) foi um padre católico polaco e jesuíta que se tornou num importante missionário nos Estados Unidos. Nascido na cidade de Orsha, no Império Russo, ele ingressou na Companhia de Jesus e foi ordenado sacerdote em 1806. Francis ensinou e estudou em Polotsk e Mogilev até liderar os alunos numa fuga da invasão francesa da Rússia em 1812. Ele voltou para Polotsk, onde lecionou até à expulsão dos Jesuítas do Império Russo em 1820. Posteriormente, ele começou a lecionar em Bolonha, na Itália.
O Superior-geral da Companhia de Jesus enviou Dzierozynski aos Estados Unidos como missionário no ano seguinte, tendo recebido uma ampla autoridade sobre a Missão dos Jesuítas em Maryland e lecionou na Universidade de Georgetown enquanto aprendia inglês. Em 1823 foi nomeado superior da Missão de Maryland, com jurisdição sobre todos os jesuítas dos Estados Unidos. Durante o seu mandato, continuou a ensinar em Georgetown, onde também foi mestre dos noviços. Como superior, reconciliou a Sociedade de Jesus e a Corporação dos Clérigos Católicos Romanos, um remanescente do período de supressão dos jesuítas que possuíam a maior parte das propriedades dos jesuítas americanos, e supervisionou a transição do Colégio de Saint Louis para uma instituição jesuíta. Esteve também envolvido em disputas significativas com os bispos americanos, especialmente Ambrose Maréchal, com quem a sua disputa sobre a propriedade de terras valiosas em White Marsh, Maryland, perdurou por muitos anos e envolveu figuras proeminentes como John Quincy Adams, Henry Clay, Roger Taney, Luigi Fortis e o Papa Pio VII.
O seu mandato como superior da missão terminou em 1830 e Dzierozynski assumiu outros cargos de destaque na Missão de Maryland. Ele também retomou o ensino e conduziu retiros espirituais. Tornou-se novamente líder da então elevada Província de Maryland em 1839, mas sua velhice e os contínuos conflitos com os bispos e o Superior-geral resultaram numa administração malsucedida da província. O seu mandato terminou em 1843, e ele passou os seus últimos anos no noviciado em Frederick, Maryland, onde viria a falecer.

## Início de vida e juventude
Franciszek Dzierożyński nasceu no dia 3 de janeiro de 1779, em Orsha, no Império Russo (actualmente na Bielorrússia). Mais tarde matriculou-se no Colégio Jesuíta em Orsha, antes de entrar na Companhia de Jesus em 1794, aos quinze anos. Estudou no noviciado de Polotsk até 1809, mas foi ordenado sacerdote em 1806, depois de estudar teologia por apenas um ano, devido ao número insuficiente de padres. Ele então estudou filosofia durante os seus anos escolares, durante os quais foi designado para ensinar francês, física, música e gramática no Collegium Nobilum em São Petersburgo.
Após a conclusão da sua educação ele continuou a ensinar filosofia e matemática no colégio jesuíta em Mogilev, onde também se dedicou ao trabalho pastoral. Ele então voltou para Polotsk, onde ensinou seminaristas jesuítas e alunos leigos no Colégio Jesuíta. Franciszek liderou uma fuga de alunos da invasão francesa de 1812 e, mais tarde, regressou à cidade para reassumir a sua posição como professor de teologia dogmática, apologética e homilética.

## Missionário na América
Quando o czar Alexandre I expulsou os jesuítas do Império Russo em 1820, Dzierozynski partiu para a Itália, onde começou a leccionar em Bolonha. Lá, desenvolveu uma amizade com o futuro cardeal Giuseppe Caspar Mezzofanti, uma relação que manteve ao longo da sua vida. Em seguida ele foi para Roma, onde recebeu ordens do Superior-geral da Companhia de Jesus, Luigi Fortis, para se tornar num missionário e ajudar a reavivar a Companhia de Jesus nos Estados Unidos após a sua supressão. A tarefa de Dzierozynski era restaurar o espírito dos jesuítas, melhorar a administração e expandir o apostolado para novas áreas. Partindo com Angelo Secchi de Livorno, a viagem durou cinco meses, três dos quais foram passados no mar, cruzando o Atlântico, e a viagem encontrou muitas tempestades perigosas, antes de chegar à Filadélfia no dia 7 de novembro de 1821.

### Ensino e administração

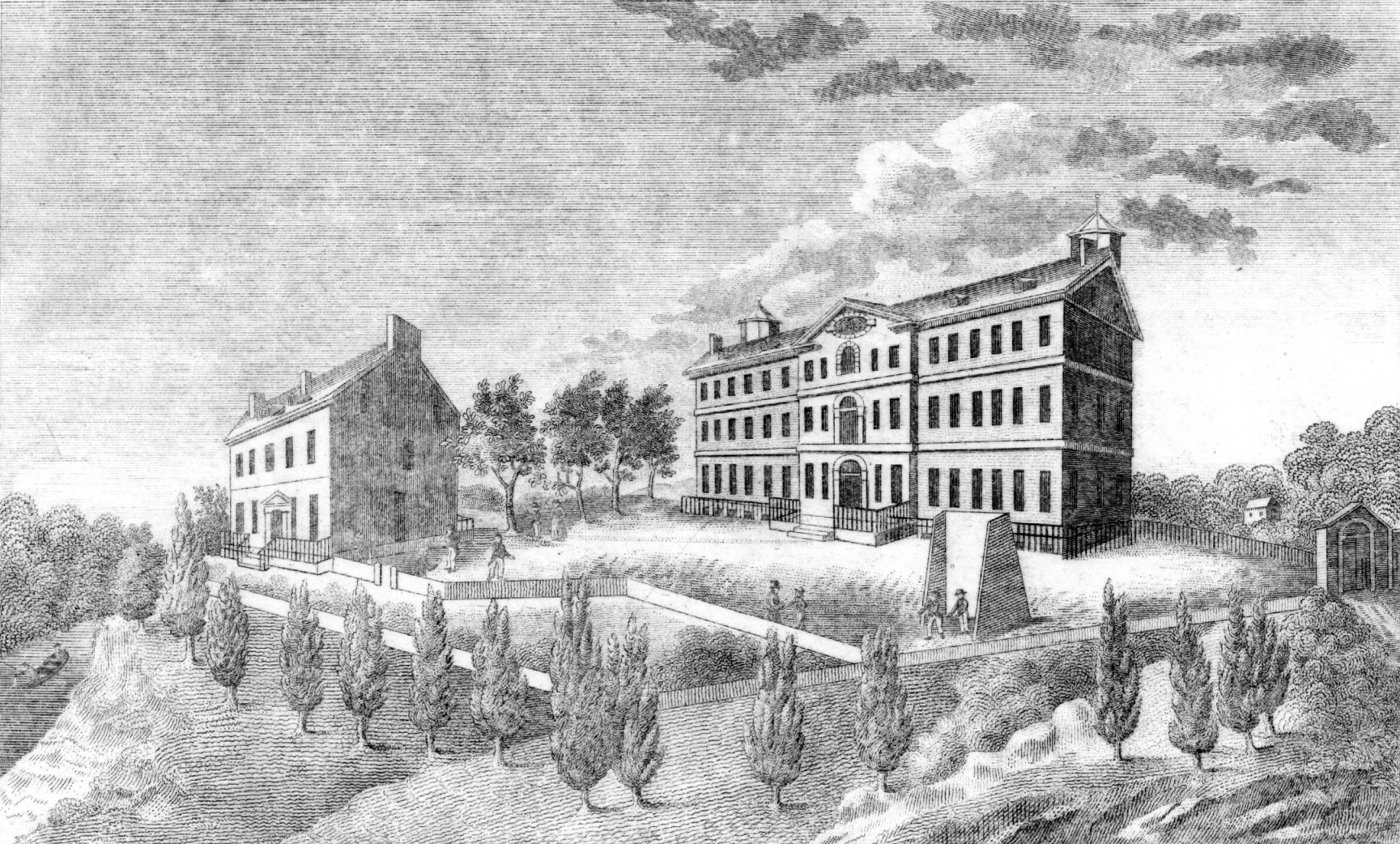
Campus do Universidade de Georgetown em 1829

Dzyierozynski finalmente chegou à Universidade de Georgetown em Washington, D.C. no dia 12 de novembro de 1821. Após a sua chegada aos Estados Unidos foi nomeado socius (assistente) e procurador da Missão de Maryland e conselheiro de Charles Neale, o superior da missão. Ele encontrou-se com uma comunidade de jesuítas que viviam como plantadores e suspeitavam muito dos jesuítas europeus que procuravam modificar o seu estilo de vida e a abordagem pastoral. As suas suspeitas aumentaram ainda mais pela vasta autoridade que Dzierozynski recebeu. O presidente da Universidade de Georgetown, Benedict Joseph Fenwick, escreveu a Fortis solicitando que o poder de Dzierozynski não fosse aumentado; enquanto isso, o missionário nascido na Europa, John W. Beschter, apoiou a tentativa de reforma dos jesuítas americanos de Dzierozynski.
Em Georgetown, começou a aprender inglês e procurou ganhar a confiança dos jovens jesuítas ensinando-lhes filosofia em latim. Ele também era fluente em francês, italiano e russo. Embora inicialmente se opusesse à visão americana de que a Igreja deveria ser governada de maneira "republicana", ele acabou por adoptar a posição dos jesuítas americanos. Os alunos passaram a gostar de Dzierozynski e deram-lhe o apelido de "Pai Zero", pois não sabiam pronunciar o seu sobrenome. Ele tornou-se cidadão dos Estados Unidos em 1828 e acreditava na participação cívica. Foi dito que ele frequentemente falava sobre metafísica com o vice-presidente John C. Calhoun.

## Liderança dos Jesuítas Americanos
Em abril de 1823, Dzierozynski foi nomeado por Luigi Fortis para suceder a Charles Neale como superior da Missão Jesuíta em Maryland. A sua jurisdição estendia-se por 95 jesuítas, espalhados de Maryland até à Nova Inglaterra e tão a oeste quanto os vales dos rios Mississippi e Missouri. Ele assumiu o cargo num momento de má administração da missão. As plantações da missão em Maryland mal estavam equilibradas, o noviciado havia sido efectivamente encerrado e uma das suas maiores instituições, a Universidade de Georgetown, via o seu número de estudantes a diminuir cada vez mais.
Dzierozynski permaneceu como professor em Georgetown onde também se tornou vice-presidente e tesoureiro. Passado alguns anos a inscrição de novos alunos em Georgetown havia recuperado. Ele também reabriu o noviciado em Georgetown em 1827 e exerceu pessoalmente o cargo de mestre de noviços. Conforme ordenado por Fortis, ele também abordou uma administração fragmentada da missão, que foi dividida entre a própria Companhia de Jesus e a Corporação dos Clérigos Católicos Romanos, que foi criada para manter e administrar a propriedade dos Jesuítas durante a repressão. Em maio de 1825 a Corporação foi relutantemente posta sob o controlo da Sociedade (mas continuou a existir como uma entidade legal). Em 1827 ele aceitou o convite do Bispo de Louisiana e das Duas Floridas, Louis Dubourg, para transferir a responsabilidade do Colégio de Saint Louis da diocese para os Jesuítas. Depois de visitar o colégio em Missouri no mesmo ano ele pediu permissão aos superiores em Roma, que aprovaram a transferência em 1829. Quando o Superior-geral ordenou o encerramento do Seminário de Washington, Dzierozynski permitiu que todos os alunos se transferissem para Georgetown gratuitamente.
Ele entrou em conflito com o arcebispo de Baltimore, Ambrose Maréchal, sobre a sua autoridade para transferir padres jesuítas entre paróquias jesuítas na diocese, um privilégio especial reservado aos superiores jesuítas em todo o mundo antes da supressão. Maréchal afirmou que poderia vetar qualquer transferência; Fortis concordou, informando a Dzierozynski que o edito papal que restaurava os jesuítas não incluía a autoridade dos superiores jesuítas para transferir padres unilateralmente dentro das dioceses. No entanto, Dzyierozynski argumentou no Primeiro Conselho Provincial de Baltimore em 1829 que possuía essa autoridade. Os bispos concordaram com a afirmação de Dzierozynski, mas o sucessor de Fortis, Jan Roothaan, repreendeu Dzierozynski por contradizer o seu superior.
Dzierozynski desempenhou um papel importante no estabelecimento do Colégio de St. John em Frederick, Maryland, em 1829. Ele foi destituído do seu cargo em novembro de 1830, quando Peter Kenney chegou como visitante apostólico para investigar a possibilidade de elevar a missão de Maryland ao estatuto pleno de província. Um futuro superior provincial, James A. Ryder, deu a Dzierozynski o crédito de salvar a missão jesuíta nos Estados Unidos.

### Disputa de White Marsh
Fortis nomeou Dzierozynski na crença de que um superior não americano seria o mais adequado para resolver uma disputa entre os jesuítas e Ambrose Maréchal decorrente de termos disputados de um acordo feito durante a repressão da Companhia de Jesus, sobre a propriedade de terras substanciais em Maryland, especialmente em White Marsh. Maréchal argumentou que as propriedades que a Corporação dos Clérigos Católicos Romanos recebeu foram dadas para o benefício de toda a Igreja, não apenas dos Jesuítas; ele também reivindicou o direito a um subsídio que os jesuítas haviam pago aos seus dois predecessores, que eram jesuítas (enquanto Maréchal era sulpiciano). Os jesuítas negaram ambas as afirmações. Maréchal navegou para Roma e obteve uma instrução do papa Pio VII em 1822 ordenando que os jesuítas transferissem a propriedade e os escravos para o arcebispo. Fortis ordenou que Dzierozynski obedecesse ao mandato papal, mas o conflito continuou a escalar.
Os jesuítas americanos resistiram a essa proclamação, vendo-a como uma interferência estrangeira nos seus negócios, que eram conduzidos pela Corporação de Clérigos Católicos Romanos, uma entidade legalmente separada. Luigi Fortis debateu o assunto perante a Congregação para a Evangelização dos Povos de 1823 a 1826. Maréchal conseguiu o apoio do advogado dos sulpicianos, Roger Taney (que mais tarde se tornou presidente do Supremo Tribunal dos Estados Unidos). Enquanto isso, William Matthews obteve o apoio do Secretário de Estado dos EUA, John Quincy Adams, em nome dos jesuítas, e Dzierozynski empurrou o sucessor de Adams, Henry Clay, para alertar Maréchal contra a interferência estrangeira. O subsecretário de Estado, George Ironside, notificou formalmente Maréchal que o presidente dos Estados Unidos não permitiria que um chefe de estado estrangeiro (o papa) contornasse o sistema judicial americano para resolver uma disputa de propriedade. A posição do governo dos Estados Unidos desempenhou um papel importante na resolução da disputa.
Um acordo foi alcançado em 1826 entre os cardeais em Roma, segundo o qual Maréchal receberia um estipêndio vitalício mensal do Superior-geral Jesuíta, e os jesuítas manteriam a propriedade da plantação de White Marsh. Dzierozynski rejeitou a alegação do sucessor de Maréchal, James Whitfield, de que ele e os seus sucessores também mereciam o estipêndio. Os superiores em Roma decidiram a favor do arcebispo e determinaram um pagamento fixo final a ser feito ao sucessor de Whitfield, Samuel Eccleston. O sucessor de Dzierozynski, Thomas Mulledy, pagou por essa obrigação em 1838 vendendo os escravos dos jesuítas.

## Vida posterior
Após o seu mandato como superior de missão, Dzierozynski permaneceu activo na Missão de Maryland e mais tarde na Província de Maryland, que foi elevada em 1833. Ele foi nomeado consultor e foi encarregado por Kenney de nomear pessoal dentro da província. Ele permaneceu mestre de noviços em Georgetown até 1831, e retomou o cargo em 1834, no noviciado em Frederick. Ele manteve essa função até 1841 e, novamente, de 1844 a 1846. Enquanto mestre de noviços em Georgetown ele também ensinou filosofia e teologia para escolásticos jesuítas e alunos laicos até 1837. Durante a década de 1840 ele também foi mestre terciano.
Além das suas obrigações educacionais, Dzierozynski foi director espiritual e director de retiro para jesuítas, freiras e alunas em estabelecimentos de ensino em Georgetown e em Frederick. Benedict Joseph Fenwick, então bispo de Boston, convidou-o para participar do Segundo Conselho Provincial de Baltimore em 1833, contudo ele não compareceu.

### Vice-superior provincial
William McSherry, superior provincial da Província de Maryland, morreu em 1839, apenas seis meses depois de ser nomeado para o cargo. Os jesuítas de Maryland escolheram Dzierozynski para ser vice-superior provincial para administrar a província no período interino. Embora Dzierozynski tenha efectivamente actuado na qualidade de superior provincial, Jan Roothaan recusou-se a elevá-lo para indicar que a província não usufruía de liberdade total devido aos escândalos anteriores. A combinação da sua idade avançada e o facto de ter adoecido vários dias antes da sua nomeação resultou numa autoridade provincial reclusa que deixou Frederick, em Maryland, somente depois de receber ordens de Roothaan. Os jesuítas criticaram Dzierozynski por ser muito passivo no governo da província. Da mesma forma, Roothaan advertiu-o por permitir determinados comportamentos entre os jesuítas, como a ingestão excessiva de álcool, a celebração de feriados nacionais e outros costumes que os jesuítas europeus não permitiam.
Dzierozynski estava relutante em abrir um novo colégio jesuíta dentro da sua jurisdição, mas a persistência de Fenwick combinada com a aprovação de Roothaan resultou na abertura do Colégio da Santa Cruz em Worcester, Massachusetts, em 1843. Em setembro daquele ano, Dzierozynski renunciou ao cargo de superior provincial, e foi sucedido por James A. Ryder.

### Últimos anos
Dzierozynski voltou ao papel de mestre dos noviços, mas depois de três anos a sua saúde piorou ainda mais e as suas desavenças com Roothaan aumentaram, resultando no fim do seu mandato. Em agosto de 1850 ele previu que morreria em breve e recebeu os seus últimos ritos. A sua saúde impedia-o até de celebrar a missa. Ele morreu no dia 22 de setembro de 1850. Atendendo ao seu pedido, o corpo de Dzierzynski foi levado para a frente do Convento da Visitação em Frederick, onde as freiras o prantearam, antes de ser levado para ser sepultado. Ele foi descrito como o mais proeminente dos primeiros missionários jesuítas polacos nos Estados Unidos.